# Edouard Tourteau
Édouard Tourteau (Brussel, 1846 – Brussel, 1908) was een Belgisch kunstenaar uit de belle époque.
Hij werd bekend als kunstschilder, aquarellist, etser en beeldhouwer, en vooral om de beschildering van faience en porselein. Volgens The Magazine of Art blonk hij uit in het aanbrengen van portretten van Vlaamse boeren op het porselein.
Daarnaast was hij een portretschilder die actief was aan het einde van de 19e eeuw, bekend om zijn verfijnde stijl en vaardig gebruik van licht en schaduw. Hij exposeerde regelmatig op de Parijse Salon en verwierf erkenning voor portretten van vooraanstaande Parijzenaars, wat hem internationale verzamelaars opleverde.  — Bron: The Magazine of Art, 1888
Tourteau was lid van de kunstenaarsgroep Cercle des Aquarellistes et des Aquafortistes Belges.

## Galerij

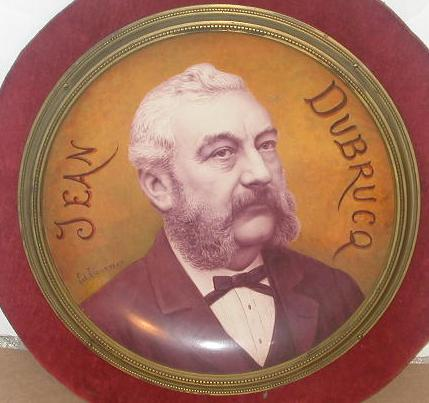
Jean Dubrucq. Email op aardewerk door Edouard Tourteau
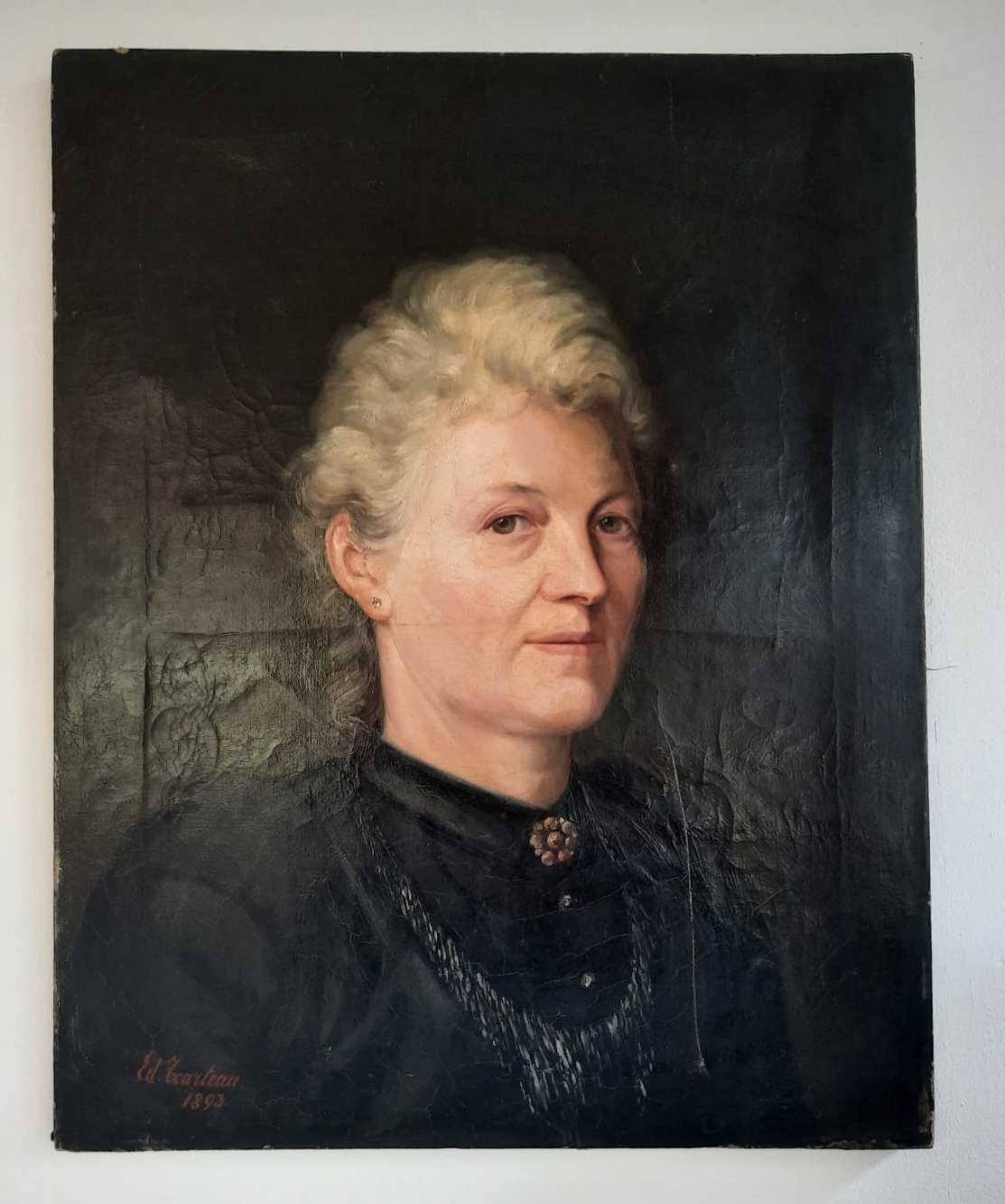
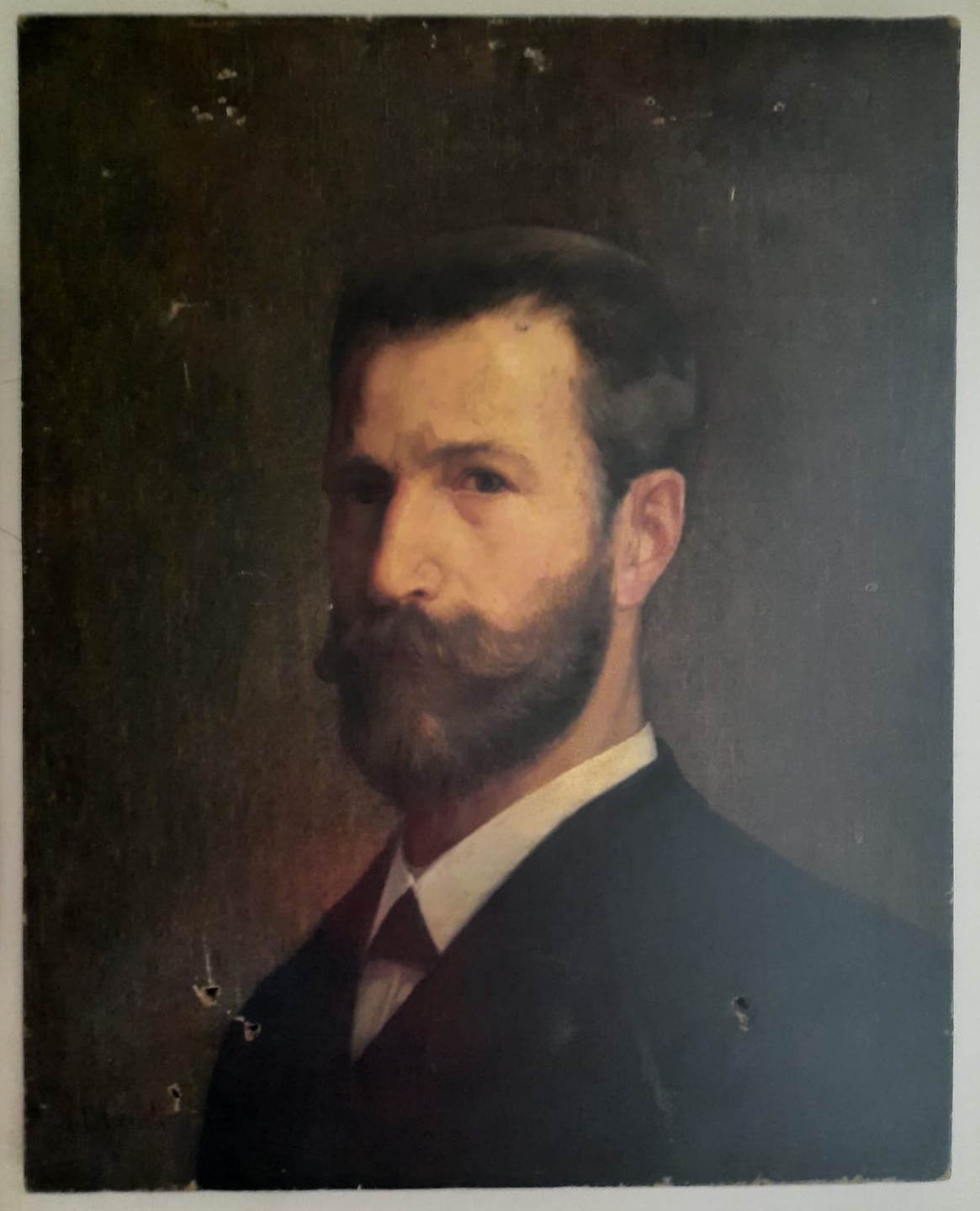
Een geschilderd portret, waarschijnlijk een zelfportret van Édouard Tourteau, toont een bebaarde man in formele kleding; naar schatting is er een 95% kans dat het een zelfportret is op basis van het beeld, de stijl en de herkomst.